# Хёглунд, Элизабет
Элизабет Хёглунд (швед. Elisabet Höglund; род. 29 августа 1944 года) — шведская писательница и политическая журналистка, шведская теле- и радиожурналистка. Она начала свою карьеру в SVT, а затем стала независимым журналистом. Она написала несколько книг, включая автобиографию, и организовала множество выставок своих картин, она также была велогонщицей. В 2009 году она с профессиональным танцором Тобиасом Карлссоном выступала в шведском танцевальном конкурсе «Let’s Dance» на TV4, где пара заняла четвёртое место на этом конкурсе.

## Биография

### Ранние годы
12 октября 2010 года была издана биография Элизабет Хёглунд «En kvinna med det håret kan väl aldrig tas på allvar» («Конечно, женщину с такой прической нельзя воспринимать всерьез»). Когда ей было четыре года, её мать сильно заболела, и маму пришлось госпитализировать. Её мама больше не могла заботиться о детях; её отец тогда работал допоздна в почтовом отделении, поэтому он не мог целый день заботиться о детях. Обе сестры были помещены в детский дом, где над ними жестоко издевались. После года, проведенного в приюте, обе девочки были возвращены родителям.

### Журналистка
Элизабет начала свою журналистскую карьеру в 1970 году в местной газете Västgöta-demokraten в Буросе. В 1977 году она переехала в Стокгольм, где работала пресс-омбудсменом в Конфедерации профсоюзов Швеции. С 1981 по 1983 год она работала в Veckans Affärer в качестве бизнес-репортера, пока не была нанята Sveriges Television (SVT), также в качестве бизнес-репортера. В 1987 году она начала появляться в рамках новостной программы SVT Rapport, где она работала финансовым и политическим репортером. Летом 1996 года она стала европейским корреспондентом программы и жила в Брюсселе. В 2000 году Элизабет Хёглунд вернулась в Швецию, где продолжила работать с SVT. За годы работы европейским корреспондентом Раппорта она и её муж жили в Ватерлоо (Бельгия). Хоглунд также работал над другими программами SVT, такими как Uppdrag granskning, Reportrarna и Studio 24, которые все больше фокусируются на журналистских расследованиях.
В течение этого времени она также работала на Sveriges Radio, где участвовала в программах Ring P1 . Она также создавала свое собственное шоу Elisabet Höglund möter. Проработав в сети SVT в течение 25 лет и проработав корреспондентом Раппорта на Ближнем Востоке в Аммане (Иордания) в 2008 году Элизабет бросила свою работу в SVT и стала независимым журналистом.
В течение 2008 и 2009 годов Хёглунд также писала статьи для вечернего таблоида Expressen, а с 2009 года писала еженедельный выпуск для Aftonbladet. В конце 2009 и в начале 2010 года Элизабет Хёглунд принимала участие в шоу Förkväll на TV4 шоу. Её уволили с работы зимой 2010 года по неизвестным причинам.

### Художник и автор
В дополнение к своей журналистской работе Хёглунд также является художником и автором. По состоянию на 2013 год она написала четыре книги и рисовала большую часть своей жизни. Элизабет Хёглунд с 12 лет рисовала маслом и организовала около 70 художественных выставок в Швеции. Её работы были показаны, Стокгольме, Гётеборге, Вестеросе, Ландскронае, Таллберег и Кунгсбаке. В круг интересов Элизабет Хёглунд входят вопросы гендера и равенства. Однако она заявила, что не считает себя феминисткой.

### Велогонщица
Элизабет Хёглунд также была шоссейной велогонщицей. Приняла участие в чемпионате мира по шоссейному велоспорту 1972 и 1973 годов. Пять раз становилась чемпионкой Швеции — дважды в индивидуальной (1971 и 1972) и трижды в командной (1971, 1972 и 1973) гонках. Её партнёршами в командной гонке первые два года были Меери Боделид и Моника Бенгтссон, а в 1973 году Марья-Лина Андерссон и Сольвей Карлссон.

## Награды
За свою карьеру в журналистике Элизабет Хёглунд получила ряд наград. В 1986 году она была удостоена звания «Лучший бизнес-репортер» шведского местного совета.
В ноябре 2009 года Элизабет Хёглунд была награждена призом Guldkrattan («Золотые грабли») журнала Resumé, а в феврале 2010 года она получила звание «Маппи 2009 года» журнала Амелии Адамо M — Magasin.
В течение 2010 года Höglund также была номинирована на лучшую телевизионную личность 2010 года по версии журнала Finest.se. Это случилось после участия в конкурсе танцев знаменитостей Let’s Dance в 2009 году на TV4. Она и её партнер Тобиас Карлссон, заняли четвёртое место.

## Здоровье
Хоглунд выздоровела после рака — она дважды боролась с этой болезнью и перенесла две основные операции по лечению рака.

## Список используемой литературы
- - Storkonflikten i den politiska debatten (1981)
  - Kvinnans lilla deklarationsbok (1986)
  - Kvinnan, familjen & lagen (1990)
  - En kvinna med det håret kan väl aldrig tas på allvar (2010)
  - Nattens änglar — min kamp mot cancern (2012)